# Beginner/Diskografie
Diese Diskografie ist eine Übersicht über die musikalischen Werke der deutschen Hip-Hop-Band Beginner und ihrer Pseudonyme wie Absolute Beginner und Absolute Beginners. Den Schallplattenauszeichnungen zufolge hat sie bisher mehr als 1,1 Million Tonträger verkauft. Ihre erfolgreichste Veröffentlichung ist die Single Ahnma mit über 600.000 verkauften Einheiten.

## Alben

### Studioalben
| Jahr | Titel Musiklabel                         | Höchstplatzierung, Gesamtwochen, AuszeichnungChartplatzierungen (Jahr, Titel, Musiklabel, Platzierungen, Wochen, Auszeichnungen, Anmerkungen) | Höchstplatzierung, Gesamtwochen, AuszeichnungChartplatzierungen (Jahr, Titel, Musiklabel, Platzierungen, Wochen, Auszeichnungen, Anmerkungen) | Höchstplatzierung, Gesamtwochen, AuszeichnungChartplatzierungen (Jahr, Titel, Musiklabel, Platzierungen, Wochen, Auszeichnungen, Anmerkungen) | Anmerkungen                                                 |
| Jahr | Titel Musiklabel                         | DE | AT | CH | Anmerkungen                                                 |
| ---- | ---------------------------------------- | --- | --- | --- | ----------------------------------------------------------- |
| 1996 | Flashnizm Buback (Indigo)                | — | — | — | Erstveröffentlichung: 9. August 1996                        |
| 1998 | Bambule Buback (UMG)                     | DE12 Gold · (65 Wo.)DE | AT14 (10 Wo.)AT | CH93 (1 Wo.)CH | Erstveröffentlichung: 10. November 1998 Verkäufe: + 250.000 |
| 2003 | Blast Action Heroes Motor Music (UMG)    | DE1 Gold · (12 Wo.)DE | AT3 (6 Wo.)AT | CH13 (6 Wo.)CH | Erstveröffentlichung: 1. September 2003 Verkäufe: + 100.000 |
| 2016 | Advanced Chemistry Vertigo Records (UMG) | DE1 Platin · (39 Wo.)DE | AT1 (8 Wo.)AT | CH2 (11 Wo.)CH | Erstveröffentlichung: 26. August 2016 Verkäufe: + 200.000   |

### Kompilationen
| Jahr | Titel Musiklabel                          | Anmerkungen                         |
| ---- | ----------------------------------------- | ----------------------------------- |
| 2004 | The Early Years 1992–1994 Buback (Indigo) | Erstveröffentlichung: 21. Juni 2004 |

### Remixalben
| Jahr | Titel Musiklabel                                        | Höchstplatzierung, Gesamtwochen, AuszeichnungChartplatzierungen (Jahr, Titel, Musiklabel, Platzierungen, Wochen, Auszeichnungen, Anmerkungen) | Höchstplatzierung, Gesamtwochen, AuszeichnungChartplatzierungen (Jahr, Titel, Musiklabel, Platzierungen, Wochen, Auszeichnungen, Anmerkungen) | Höchstplatzierung, Gesamtwochen, AuszeichnungChartplatzierungen (Jahr, Titel, Musiklabel, Platzierungen, Wochen, Auszeichnungen, Anmerkungen) | Anmerkungen                                         |
| Jahr | Titel Musiklabel                                        | DE | AT | CH | Anmerkungen                                         |
| ---- | ------------------------------------------------------- | --- | --- | --- | --------------------------------------------------- |
| 2000 | Bambule: Boombule – The Remixed Album Motor Music (UMG) | DE*DE | AT46 (2 Wo.)AT | CH*CH | Erstveröffentlichung: 12. Juni 2000 * siehe Bambule |

### EPs
| Jahr | Titel Musiklabel  | Anmerkungen                        |
| ---- | ----------------- | ---------------------------------- |
| 1993 | Gotting Buback    | Erstveröffentlichung: Februar 1993 |
| 1994 | Ill Styles Buback | Erstveröffentlichung: 1994         |

## Singles
| Jahr | Titel Album                                        | Höchstplatzierung, Gesamtwochen, AuszeichnungChartplatzierungen (Jahr, Titel, Album, Platzierungen, Wochen, Auszeichnungen, Anmerkungen) | Höchstplatzierung, Gesamtwochen, AuszeichnungChartplatzierungen (Jahr, Titel, Album, Platzierungen, Wochen, Auszeichnungen, Anmerkungen) | Höchstplatzierung, Gesamtwochen, AuszeichnungChartplatzierungen (Jahr, Titel, Album, Platzierungen, Wochen, Auszeichnungen, Anmerkungen) | Anmerkungen                                                                    |
| Jahr | Titel Album                                        | DE | AT | CH | Anmerkungen                                                                    |
| --- | -------------------------------------------------- | --- | --- | --- | ------------------------------------------------------------------------------ |
| 1996 | Natural Born Chillas Flashnizm                     | — | — | — | Erstveröffentlichung: 20. Mai 1996 feat. Lothar Meid                           |
| 1998 | Rock On Bambule                                    | — | — | — | Erstveröffentlichung: 11. August 1998                                          |
| 1998 | Liebes Lied Bambule                                | DE11 (18 Wo.)DE | AT28 (6 Wo.)AT | CH32 (8 Wo.)CH | Erstveröffentlichung: 3. November 1998                                         |
| 1999 | Hammerhart Bambule                                 | DE38 (7 Wo.)DE | — | — | Erstveröffentlichung: 12. April 1999                                           |
| 1999 | Füchse Bambule                                     | DE69 (3 Wo.)DE | — | — | Erstveröffentlichung: 30. August 1999 feat. Samy Deluxe                        |
| 2000 | Rock On & On Bambule: Boombule – The Remixed Album | DE84 (2 Wo.)DE | — | — | Erstveröffentlichung: 5. Juni 2000                                             |
| 2003 | Fäule Blast Action Heroes                          | DE17 (9 Wo.)DE | AT55 (10 Wo.)AT | CH52 (3 Wo.)CH | Erstveröffentlichung: 10. Juni 2003                                            |
| 2003 | Gustav Gans Blast Action Heroes                    | DE26 (9 Wo.)DE | — | CH89 (1 Wo.)CH | Erstveröffentlichung: 3. November 2003                                         |
| 2004 | Morgen Freeman Blast Action Heroes Version 2.0     | DE47 (5 Wo.)DE | — | — | Erstveröffentlichung: 4. Oktober 2004                                          |
| 2016 | Ahnma Advanced Chemistry                           | DE8 ×3Dreifachgold · (39 Wo.)DE | AT55 (4 Wo.)AT | CH65 (1 Wo.)CH | Erstveröffentlichung: 3. Juni 2016 Verkäufe: + 600.000; feat. Gzuz & Gentleman |
| Folgende Lieder erschienen nicht als Single, wurden aber durch das Album zum Download und Streaming bereitgestellt und konnten somit eine Platzierung erlangen: |                                                    | | | |                                                                                |
| |                                                    | | | |                                                                                |
| 2016 | Meine Posse Advanced Chemistry                     | DE36 (9 Wo.)DE | — | — | Charteinstieg: 2. September 2016 feat. Samy Deluxe                             |
| 2016 | So schön Advanced Chemistry                        | DE73 (1 Wo.)DE | — | — | Charteinstieg: 2. September 2016 feat. Dendemann                               |
| 2016 | Schelle Advanced Chemistry                         | DE75 (1 Wo.)DE | — | — | Charteinstieg: 2. September 2016                                               |
| 2016 | Rambo No. 5 Advanced Chemistry                     | DE80 (1 Wo.)DE | — | — | Charteinstieg: 2. September 2016                                               |
| 2016 | Kater Advanced Chemistry                           | DE84 (1 Wo.)DE | — | — | Charteinstieg: 2. September 2016                                               |
| 2016 | Rap & fette Bässe Advanced Chemistry               | DE86 (1 Wo.)DE | — | — | Charteinstieg: 2. September 2016                                               |
| 2016 | Macha Macha Advanced Chemistry                     | DE91 (1 Wo.)DE | — | — | Charteinstieg: 2. September 2016 feat. Haftbefehl                              |
| 2016 | Thomas Anders Advanced Chemistry                   | DE95 (1 Wo.)DE | — | — | Charteinstieg: 2. September 2016 feat. Megaloh                                 |

## Videoalben und Musikvideos

### Videoalben
| Jahr | Titel Musiklabel                       | Höchstplatzierung, Gesamtwochen, AuszeichnungChartplatzierungen (Jahr, Titel, Musiklabel, Platzierungen, Wochen, Auszeichnungen, Anmerkungen) | Höchstplatzierung, Gesamtwochen, AuszeichnungChartplatzierungen (Jahr, Titel, Musiklabel, Platzierungen, Wochen, Auszeichnungen, Anmerkungen) | Höchstplatzierung, Gesamtwochen, AuszeichnungChartplatzierungen (Jahr, Titel, Musiklabel, Platzierungen, Wochen, Auszeichnungen, Anmerkungen) | Anmerkungen                             |
| Jahr | Titel Musiklabel                       | DE | AT | CH | Anmerkungen                             |
| ---- | -------------------------------------- | --- | --- | --- | --------------------------------------- |
| 2004 | Die derbste Band der Welt Buback (UMG) | DE74 (1 Wo.)DE | — | — | Erstveröffentlichung: 11. November 2004 |

### Musikvideos
| Jahr | Titel                                                                | Regisseur(e)                               |
| ---- | -------------------------------------------------------------------- | ------------------------------------------ |
| 1995 | Die Kritik an den Platten kann die Platten der Kritik nicht ersetzen | Platin Martin, Thomas Röschner, Guido Weiß |
| 1996 | Natural Born Chillas                                                 | Guido Weiß                                 |
| 1998 | Rock On                                                              | Svenja Rossa                               |
| 1998 | Liebes Lied                                                          | Svenja Rossa                               |
| 1999 | Hammerhart                                                           | Svenja Rossa                               |
| 1999 | Füchse                                                               | Svenja Rossa                               |
| 1999 | K Zwo                                                                | Svenja Rossa                               |
| 2000 | Rock On & On                                                         | Svenja Rossa                               |
| 2003 | Fäule                                                                | Guido Weiß                                 |
| 2003 | Gustav Gans                                                          | Guido Weiß                                 |
| 2003 | Wer bist’n du?                                                       |                                            |
| 2004 | Morgen Freeman                                                       | Sven Duncker                               |
| 2016 | Ahnma                                                                | David Aufdembrinke                         |
| 2016 | Es war einmal …                                                      | David Aufdembrinke                         |
| 2016 | Meine Posse                                                          |                                            |

## Sonderveröffentlichungen

### Lieder
| Jahr | Titel Album                              | Anmerkungen                                                                     |
| ---- | ---------------------------------------- | ------------------------------------------------------------------------------- |
| 1994 | Immer das alte Lied Coole Scheisse       | Erstveröffentlichung: April 1994 Main Concept feat. Absolute Beginner & MC Rene |
| 2018 | Füchse (SaMTV Unplugged) SaMTV Unplugged | Erstveröffentlichung: 31. August 2018 Samy Deluxe feat. Beginner                |
| 2019 | BGSTRNG da nich für!                     | Erstveröffentlichung: 25. Januar 2019 Dendemann feat. Beginner                  |

| Jahr | Titel Album                                              | Anmerkungen                                                             |
| ---- | -------------------------------------------------------- | ----------------------------------------------------------------------- |
| 1998 | Die Tüte (Absoluter Beginner Bobah Feh Remix) Keilerkopf | Erstveröffentlichung: 6. Oktober 1998 Interpretation: Keilerkopf        |
| 2002 | One Step Too Far (Beginner Mix) –                        | Erstveröffentlichung: 2002 Interpretation: Faithless feat. Dido         |
| 2002 | Fire (Absolute Beginners Vocal Mix) –                    | Erstveröffentlichung: 2002 Interpretation: Mousse T. feat. Emma Lanford |

| Jahr | Titel Album                              | Anmerkungen                        |
| ---- | ---------------------------------------- | ---------------------------------- |
| 1992 | K.E.I.N.E. Kill the Nation with a Groove | Erstveröffentlichung: 6. Juni 1992 |
| 1993 | Diese Schlacht The Cock Monster          | Erstveröffentlichung: 1993         |
| 2016 | Eimsbush Unterhose Juice #135            | Erstveröffentlichung: August 2016  |

| Jahr | Titel Soundtrack zu   | Anmerkungen                              |
| ---- | --------------------- | ---------------------------------------- |
| 2016 | Thomas Anders Tschick | Erstveröffentlichung: 12. September 2016 |

### Videoalben
| Jahr | Titel Musiklabel                          | Anmerkungen                                                                            |
| ---- | ----------------------------------------- | -------------------------------------------------------------------------------------- |
| 2016 | 25 Jahre Rote Flora Vertigo Records (UMG) | Erstveröffentlichung: 26. August 2016 Teil von Advanced Chemistry (Limited Deluxe Box) |

## Promoveröffentlichungen
Promo-Singles

| Jahr | Titel Album                             | Höchstplatzierung, Gesamtwochen, AuszeichnungChartplatzierungen (Jahr, Titel, Album, Platzierungen, Wochen, Auszeichnungen, Anmerkungen) | Höchstplatzierung, Gesamtwochen, AuszeichnungChartplatzierungen (Jahr, Titel, Album, Platzierungen, Wochen, Auszeichnungen, Anmerkungen) | Höchstplatzierung, Gesamtwochen, AuszeichnungChartplatzierungen (Jahr, Titel, Album, Platzierungen, Wochen, Auszeichnungen, Anmerkungen) | Anmerkungen                                 |
| Jahr | Titel Album                             | DE | AT | CH | Anmerkungen                                 |
| ---- | --------------------------------------- | --- | --- | --- | ------------------------------------------- |
| 2003 | Wer bistn du? Blast Action Heroes       | — | — | — | Erstveröffentlichung: 2003 feat. Nina Hagen |
| 2004 | Scheinwerfer Blast Action Heroes        | — | — | — | Erstveröffentlichung: 2004                  |
| 2016 | Es war einmal … Advanced Chemistry      | DE23 (8 Wo.)DE | AT62 (1 Wo.)AT | — | Erstveröffentlichung: 12. August 2016       |
| 2016 | Eimsbush Unterhose Juice #135 (Sampler) | — | — | — | Erstveröffentlichung: 18. August 2016       |

## Statistik

### Chartauswertung
Die folgende Aufstellung beinhaltet eine Übersicht über die Charterfolge der Beginner in den Album- und Singlecharts. Zu berücksichtigen ist, dass sich Videoalben in Deutschland auch in den Albumcharts platzieren.
|                     | DE    | AT    | CH    |
| ------------------- | ----- | ----- | ----- |
| Nummer-eins-Alben   | DE2DE | AT1AT | CH—CH |
| Top-10-Alben        | DE2DE | AT2AT | CH1CH |
| Alben in den Charts | DE4DE | AT4AT | CH3CH |

|                       | DE     | AT    | CH    |
| --------------------- | ------ | ----- | ----- |
| Nummer-eins-Singles   | DE—DE  | AT—AT | CH—CH |
| Top-10-Singles        | DE1DE  | AT—AT | CH—CH |
| Singles in den Charts | DE17DE | AT4AT | CH4CH |

### Auszeichnungen für Musikverkäufe
Anmerkung: Auszeichnungen in Ländern aus den Charttabellen bzw. Chartboxen sind in ebendiesen zu finden.
| Land/RegionAuszeichnungen für Musikverkäufe (Land/Region, Auszeichnungen, Verkäufe, Quellen) | Gold     | Platin     | Verkäufe  | Quellen           |
| -------------------------------------------------------------------------------------------- | -------- | ---------- | --------- | ----------------- |
| Deutschland (BVMI)                                                                           | 3× Gold3 | 2× Platin2 | 1.150.000 | musikindustrie.de |
| Insgesamt                                                                                    | 3× Gold3 | 2× Platin2 |           |                   |